# Hans-Georg Vötter

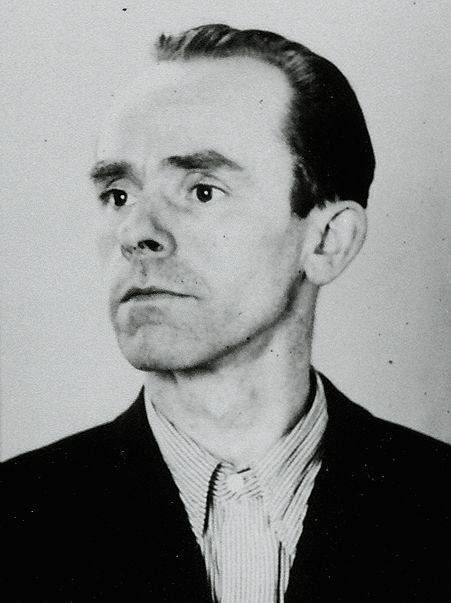
Hans-Georg-Vötter (1942)

Hans-Georg Vötter (* 6. Juli 1901 in Leipzig; † 11. Mai 1943 in Berlin-Plötzensee) war ein deutscher Kommunist und Widerstandskämpfer gegen den Nationalsozialismus.

## Leben
Vötter, Sohn eines Klempners, erlernte den Beruf des Schriftsetzers. Er trat 1920 der KPD bei und engagierte sich ab 1928 in der Internationalen Arbeiterhilfe (IAH). Ab 1933 war er Mitglied der IAH-Bezirksleitung Berlin-Brandenburg und leitete den Unterbezirk Friedrichshain. 
Im Sommer 1935 führte Vötter gemeinsam mit anderen Mitgliedern der IAH am Hellsee in Brandenburg eine Veranstaltung durch, bei der zur Befreiung Ernst Thälmanns aufgerufen wurde, der nach seiner Verhaftung durch die Nationalsozialisten seit März 1933 im Untersuchungsgefängnis Moabit saß. Wegen der Teilnahme an dieser Veranstaltung wurde Vötter im Juni 1935 verhaftet und im Dezember 1935 zu fünf Jahren Zuchthaus wegen Vorbereitung zum Hochverrat verurteilt.
Während Vötter inhaftiert war, traf sich im Hause der Vötters ein kommunistischer Schulungskreis um Werner Schaumann und Karl Kunger. Nachdem Vötter im Juli 1940 entlassen worden war, suchte sich der Schulungskreis jedoch eine andere Treffmöglichkeit, da Vötter seitdem unter Polizeiaufsicht stand. Zu diesem Kreis waren während der Haftzeit Vötters auch Werner Steinbrink, Hilde Jadamowitz und Joachim Franke gestoßen. Aus diesem Schulungskreis entstand die – von der Gestapo später so bezeichnete – „Gruppe Franke“. Vötter war mit Steinbrink, Franke und anderen am Entwurf für die Flugschrift Der Ausweg beteiligt. Es entstanden weitere Schriften mit Titeln wie  Der Weg zum Sieg sowie das Flugblatt An die deutsche Ärzteschaft. 
Nach einem Brandanschlag auf die nationalsozialistische Propagandaausstellung „Das Sowjet-Paradies“ am 18. Mai 1942, an dem auch Mitglieder der Gruppe Franke sowie der Herbert-Baum-Gruppe beteiligt waren, wurden die Mitglieder beider Gruppen innerhalb weniger Tage verhaftet. Am 5. Februar 1943 wurde Vötter vom „Volksgerichtshof“ zum Tode verurteilt und im Mai desselben Jahres in Plötzensee hingerichtet. Seine Frau Charlotte wurde im selben Prozess wegen „Vorbereitung zum Hochverrat“ zu sieben Jahren Zuchthaus verurteilt.

## Ehrung

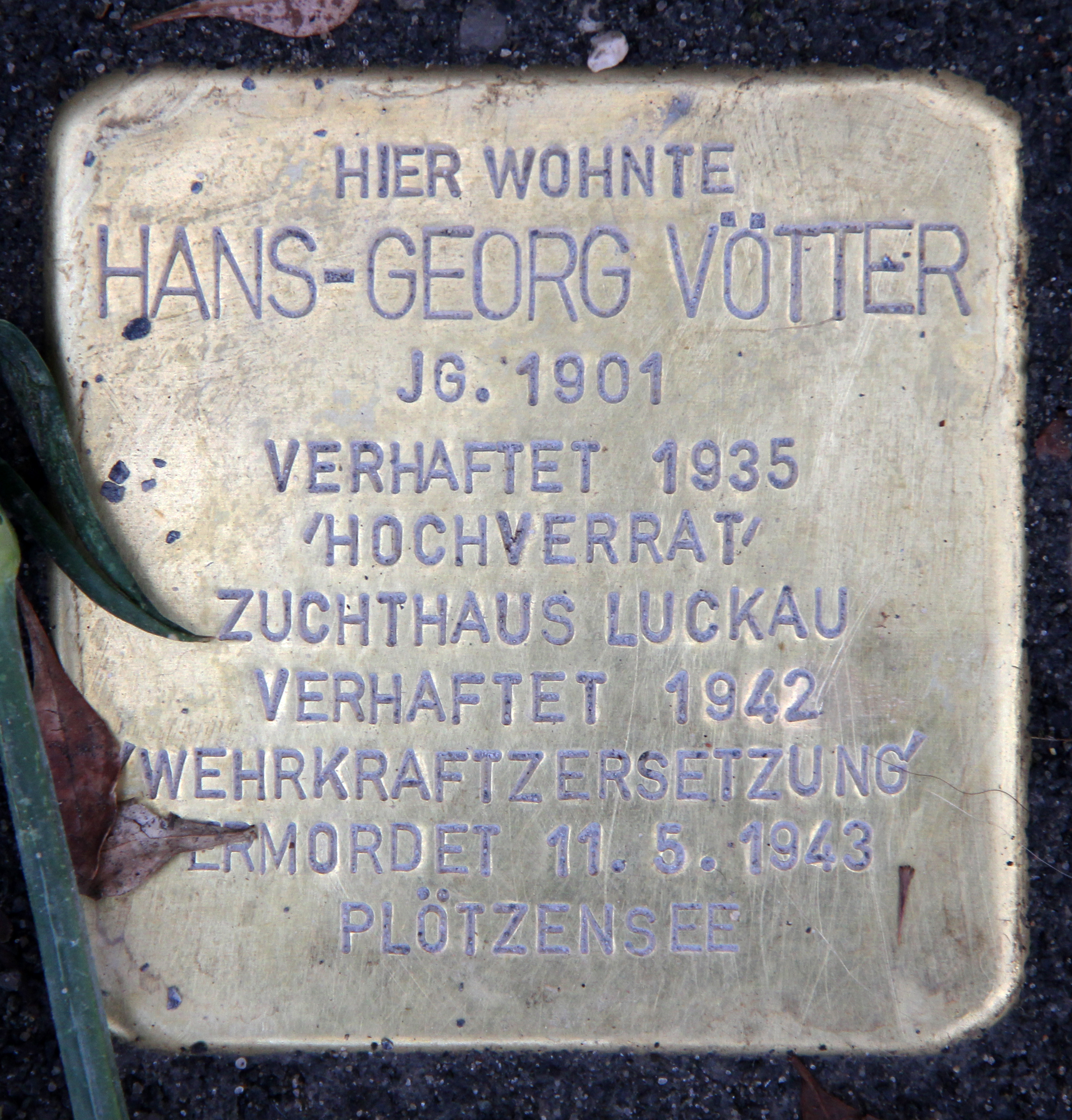
Stolperstein, Onkel-Bräsig-Straße 111, in Berlin-Britz

Am 29. November 2013 wurde vor seinem ehemaligen Wohnort, Berlin-Britz, Onkel-Bräsig-Straße 111 von Schülerinnen und Schülern der Fritz-Karsen-Schule, ein Stolperstein verlegt.